# Strażnica WOP Krzyczew
Strażnica WOP Krzyczew – podstawowy pododdział graniczny Wojsk Ochrony Pogranicza pełniący służbę ochronną na granicy polsko-radzieckiej.

## Formowanie i zmiany organizacyjne
Strażnica została sformowana w 1945 w strukturze 30 komendy odcinka jako 139 strażnica WOP (Krzyczew) o stanie 56 żołnierzy. Kierownictwo strażnicy stanowili: komendant strażnicy, zastępca komendanta do spraw polityczno-wychowawczych i zastępca do spraw zwiadu. Strażnica składała się z dwóch drużyn strzeleckich, drużyny fizylierów, drużyny łączności i gospodarczej. Etat przewidywał także instruktora do tresury psów służbowych oraz instruktora sanitarnego.
24 stycznia 1946 objęła służbę w ochronie granicy państwowej 139 strażnica WOP Cieleśnica.
W związku z reorganizacją oddziałów WOP w 1948, strażnica podporządkowana została dowódcy 21 batalionu OP. Od stycznia 1951 strażnica podlegała dowódcy 231 batalionu WOP.
Od 15 marca 1954 wprowadzono nową numerację strażnic. Strażnica IV kategorii nosiła numer 133

## Ochrona granicy
138 strażnica WOP Wygoda ⇔ 140 strażnica WOP Terespol

## Dowódcy strażnicy
- por. Tadeusz Lachowicz – 1946[8]